# Galos franki
Galos franki är en fjärilsart som beskrevs av Sergius G. Kiriakoff 1959. Galos franki ingår i släktet Galos och familjen tandspinnare. Inga underarter finns listade i Catalogue of Life.